# Лаповок, Яков Семёнович

Трансивер с панорамным индикатором ДЛ-74, конструкция Я. С. Лаповка и Г. Н. Джунковского, 1970-е гг.

Яков Семёнович Лаповок (16 августа 1931, Ленинград — 31 мая 2014, Санкт-Петербург) — советский и российский специалист в области радиоэлектроники, кандидат технических наук (1966), радиолюбитель-коротковолновик. Известен как конструктор и популяризатор техники для любительской радиосвязи, автор первой в СССР опубликованной конструкции любительского коротковолнового трансивера (1964 г.).

## Биография
В 1954 г. окончил Ленинградский электротехнический институт. С 1958 г. работал в ОКБ и НИИ радиоэлектроники (НПО «Ленинец»), участвовал в разработке радиоэлектронной аппаратуры противолодочных и противокорабельных комплексов.
Радиолюбительством занимался с 16 лет; коротковолновой связью заинтересовался в 1948 г. Уже в 1950 г. упоминался в журнале «Радио» как активный член ленинградского радиоклуба, оператор-коротковолновик и конструктор. Свой бессменный позывной UA1FA получил в 1950 г. В Ленинградском радиоклубе познакомился с Г. Н. Джунковским и многие свои конструкции создал в соавторстве с ним. Разработал несколько десятков конструкций аппаратов для любительской радиосвязи в коротковолновом диапазоне. Многие из них получили награды на всесоюзных выставках творчества радиолюбителей-конструкторов. Аппараты, разработанные Я. Лаповком, были изготовлены тысячами радиолюбителей и использовались ими на практике (популярнее всего был трансивер по книге «Я строю КВ радиостанцию»).
С 1995 г. — вице-президент Союза радиолюбителей России (СРР), с 1992 — Президент Ассоциации любителей радиосвязи Санкт-Петербурга и Ленинградской области. Почетный радист СССР (1965 г.).
Имя «Лаповок» (лат. «Lapovok») присвоено одной из малых планет Солнечной системы, открытой 8 августа 1978 года сотрудником Крымской астрофизической обсерватории Н. Черных и зарегистрированной под № 7912.

## Семья
- Семён Евгеньевич Лаповок — отец
- Любовь Яковлевна Лаповок (Звягина) — мать
- Наталья Германовна Леонова — жена

## Публикации
- Лаповок Я. КВ радиостанция.//Радио, 1964, № 3, с. 23-25, 29
- Джунковский Г., Лаповок Я. Радиостанция первой категории.//Радио, 1967, № 5, с. 18-21, № 6, с. 17-18, № 7, с. 26-29
- Джунковский Г., Лаповок Я. Передатчик третьей категории.//Радио, 1967, № 10, с. 17-20
- Джунковский Г., Лаповок Я. Передатчик начинающего ультракоротковолновика.//Радио, 1968, № 1, с. 14-16
- Лаповок Я., Орлов Е. Трансивер радиостанции второй категории.//Радио, 1972, № 3, с. 17-19, № 4 с. 20-22
- Лаповок Я. Коротковолновый трансивер.//В кн.: Лучшие конструкции 24-й выставки творчества радиолюбителей. — М.:ДОСААФ, 1973, с. 62-66
- Лаповок Я. Трансивер с панорамным индикатором. В кн.: В помощь радиолюбителю, выпуск 57. — М.:ДОСААФ, 1977
- Лаповок Я. Базовый приемник KB радиостанции.//Радио, 1978, № 4
- Лаповок Я. Трансивер на 160 метров.//Радио, 1980, № 4, с. 19-21, № 11, с. 61
- Лаповок Я. Трансивер с цифровой шкалой ДЛ-79. В кн.: В помощь радиолюбителю, выпуск 74. — М.:ДОСААФ, 1981
- Лаповок Я. Трансивер охотника за DX.//Радио, 1983, № 5, с. 14-15, № 6, с. 17-20, № 7, с. 18-20
- Лаповок Я. С. Я строю КВ радиостанцию. — М.:ДОСААФ, 1983
- Лаповок Я. Трансивер с кварцевым фильтром.//Радио, 1984, № 8, с. 24-27, № 9, с. 19-22
- Степанов Б. Г., Лаповок Я. С., Ляпин Г. Б.. Любительская радиосвязь на КВ. — М.:Радио и связь, 1991
- Лаповок Я. С. Я строю КВ радиостанцию. 2-е изд., перераб. и доп. — М.:Патриот, 1992, ISBN 5-7030-0410-1